# Национални антрополошки музеј у Мадриду
Национални антрополошки музеј је шпански национални музеј са седиштем у Мадриду. То је први антрополошки музеј у Шпанији  и посвећен је пружању глобалне слике различитих култура које постоје на планети, а саме колекције покривају пет континената.
Отворио га је 29. априла 1875. краљ Алфонсо XII од Шпаније, под службеним називом "Анатомски музеј"  иако је био познат као Антрополошки музеј.
Музеј је у државном власништву и њиме директно управља Министарство културе (тренутно Министарство просвете, културе и спорта). Директно зависи од Генералне дирекције за ликовну уметност и културну баштину, односно од Генералног директората државних музеја.

## Историја
Иницијатива за оснивањем музеја је потекла од лекара и антропога из Сеговије Педра Гонзалеса Веласка (1815-1882), који је желео да створи музеј где ће бити трајно чуване различите колекције по узору на Британски музеј у Лондону. Након његове смрти, држава је 1887. откупила зграду и збирке од његове удовице (иако су контакти с тим у вези већ започели током лекаровог живота), којој су касније додавани и многи други предмети, као што су резултати неких експедиција, путовања, донација, куповина итд. Музеј је класификован као место од културног значаја са категоријом споменика на основу уредбе 474/1962 од 1. марта 1962. године  којом су поједини музеји проглашени историјско-уметничким споменицима.
Од свог оснивања 1875. године институција је доживела промене имена и власништва. Након оснивачеве смрти, зграда је додељена Националном музеју природних наука, који је у зграду сместио Одсек антропологије, етнографије и праисторије. 1910. године, Краљевским декретом од 27. маја, назван је Национални музеј антропологије, етнографије и праисторије.

Политичке промене које су се догодиле у Шпанији након грађанског рата довеле су и до тога да је 1940. преименован у Национални етнолошки музеј. 1941. године стављен је под управу Института за антропологију и етнологију Бернардино де Саагун све до 1952. године, када је музеј постао независтан.  Промена имена институције указивала је и на промену фокуса у раду музеја. Иако је преовладавало проучавање човека у његовом физичком аспекту, истраживања су се фокусирала и на социјалну и културну антропологију и на прикупљање колекција етнографских предмета.

## Збирке
Збирке музеја потичу из колекције др Веласка, којима су накнадно додавани комади из различитих донација, куповина, путовања, експедиција итд. Збирке обухватају предмете са пет континената и садрже неке колекције од изузетног значаја и антрополошке вредности. Укупно има више од 21 000 музејских збирки, чија је расподела следећа: Африка: 3.800; Америка: 2.600; физичка антропологија: 4.600; Азија: 1.700; Европа: 2.600; Филипини и Океанија: 4.500; и праисторија: 1.600. Од тога је 5,4% трајно представљено јавности . Поред тога постоји више од 7.000 документованих збирки.
Између 2004. и 2008. године собе сталне изложбе посвећене Азији, Африци и Америци у потпуности су обновљене. У новој инсталацији предмети су хронолошки и географски постављени, у тематске целине: економија и транспорт; кућа и домаћинство; одеће и украси; музичке и забавне активности; и веровања. 